# Schlacht von Kilrush
Die Schlacht von Kilrush (englisch Battle of Kilrush, irisch Cath Chill Rois) war ein kleineres Gefecht während der Irischen Konföderationskriege am 15. April 1642 nahe dem Ort Kilrush, Grafschaft Kildare, zwischen einer englischen Armee unter James Butler und einer Truppe irischer Rebellen unter Richard Butler.
James Butler war mit seiner Armee auf einer Streifzug durch Rebellengebiete, um als Strafe für den Beitritt zur Rebellion die Ländereien von Landbesitzern zu zerstören. Seine Truppen marschierten von Dublin nach Maryborough (heute Port Laoise), um die dortige Garnison zu unterstützen und wieder zurück nach Dublin. Auf dem Weg zurück wurde die englische Armee von den irischen Truppen nahe der Stadt Athy bei Kilrush abgefangen.
Die irischen Truppen waren nur schlecht ausgerüstet und untrainiert. Daher floh bereits nach einem kurzen Kampf ein Großteil der irischen Rebellen in ein nahegelegenes Moor. Während irische Quellen nur von geringen Verlusten berichten, behauptete James Butler ca. 500 irische Rebellen getötet zu haben – die tatsächliche Zahl ist unbekannt. Nach dem Gefecht kehrte James Butler mit seiner Armee nach Dublin zurück.